# Melanie Schober
Melanie Schober (* 23. März 1985 in Saalfelden am Steinernen Meer) ist eine österreichische Comiczeichnerin und Illustratorin.

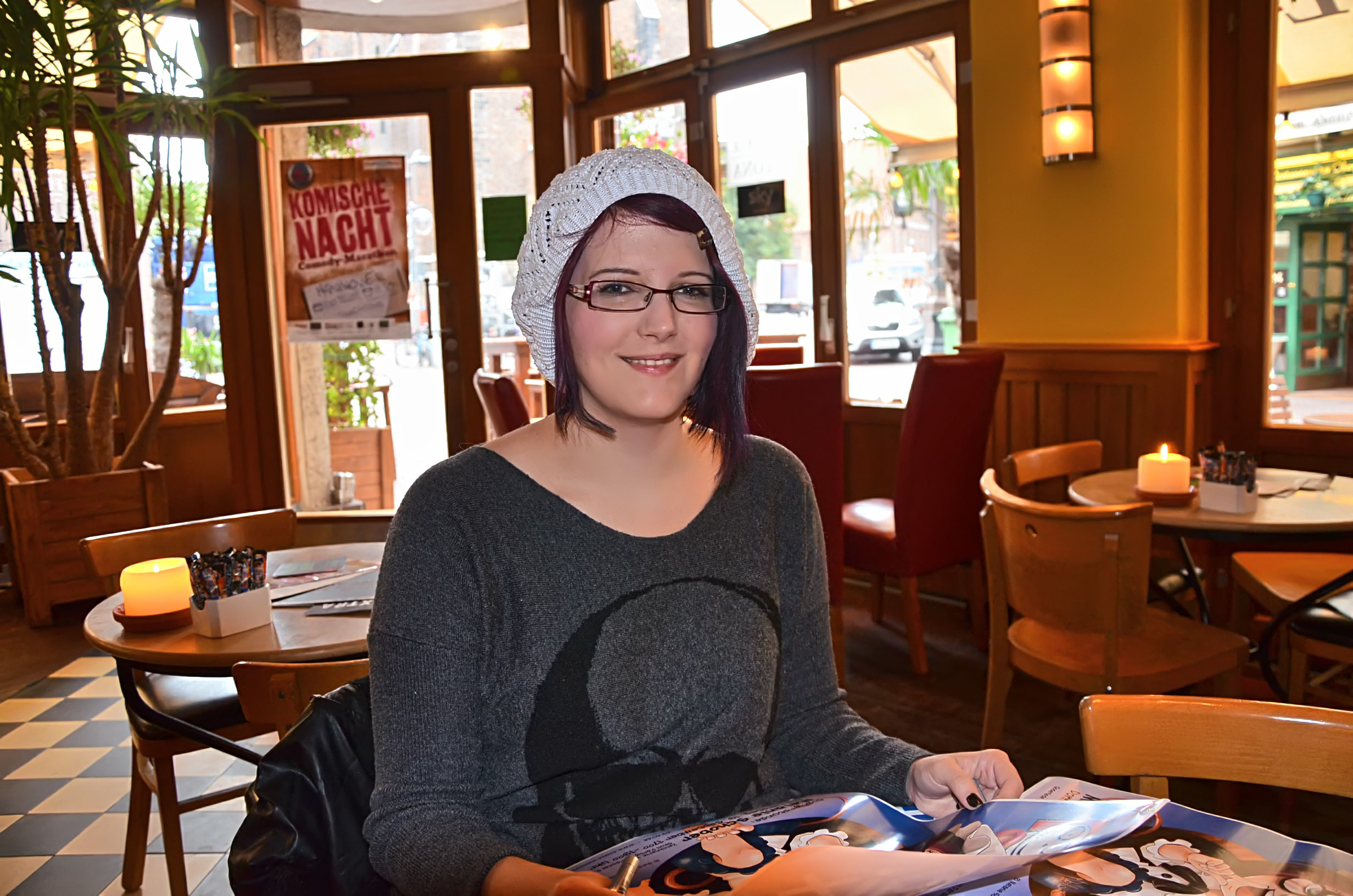
Melanie Schober 2013 beim Interview mit der ComicRadioShow in Hannover

## Werdegang und Werk
Melanie Schober wurde 1985 in Saalfelden am Steinernen Meer geboren, wo sie auch heute lebt. Seit sie elf Jahre alt war, wollte Schober Comiczeichnerin werden, und nach der Ausstrahlung von Sailor Moon im deutschen Fernsehen begann sie sich mehr und mehr für Mangas zu interessieren, die ihren Stil prägten. So wurde Mangaka zu ihrem Berufswunsch und Schober machte eine Ausbildung als Grafikdesignerin. Unter dem Künstlernamen Aoki Nezumi nahm sie an diversen Wettbewerben teil und bewarb sich bei Verlagen. 2005 erhielt sie den Sonderpreis für Österreich beim Wettbewerb Comic Campus auf der Connichi, wurde mit Drawn Life im Rahmen des Koneko-Wettbewerbs im Magazin abgedruckt und belegte 2006 den 2. Platz beim Wettbewerb Manga Talente der Leipziger Buchmesse. Kurz darauf erschien ihre Kurzgeschichte Grimm(ig) in der Anthologie Es war keinmal beim Verlag Schwarzer Turm. 2007 wurde sie vom Carlsen Verlag entdeckt und debütierte dort mit ihrem Chibi-Manga Raccoon.
2008 folgte Personal Paradise, zunächst als Einzelband. Die Geschichte wurde unter mehreren Nebentiteln fortgesetzt, erstmals im gleichen Jahr als Personal Paradise – Miss Misery. Im Juni 2009 erschien der dritte Teil Personal Paradise – Assassin Angel, im Mai 2010 der vierte Teil Personal Paradise – Killer Kid I, gefolgt von Personal Paradise - Killer Kid II im Oktober 2013. Personal Paradise - Brave Brother 1.0 erschien im August 2017 und der siebte und abschließende Band Personal Paradise - Brave Brother 2.0 kam im Juli 2018 heraus. Die teils eigenständigen Geschichten der Serie spielt in einer dystopischen Zukunft nach dem 3. Weltkrieg, in der die Städte in Reviere aufgeteilt und von rivalisierenden Gangs beherrscht werden. In die kriminellen Banden müssen sich auch die jugendlichen Protagonisten einfügen, um zu überleben. Nach dem ursprünglichen Konzept der Serie spielte sie noch im Mittelalter, was sich in einigen Anspielungen erhalten hat. Die Handlung, so Stefan Pannor, beruht vor allem auf der Unterschiedlichkeit der Charaktere: „Schobers Figuren sind keine austauschbaren Teenies, sondern durchgängig individuell gestaltete Figuren. Außenseiter, Mitläufer, Machtmenschen halten die Episoden eher im Fluss als äußere Ereignisse. Damit zeigt sie eine erzählerische Reife, über die nicht alle ihre Kolleginnen in der deutschen Manga-Szene verfügen. Melanie Schober ist Perfektionistin: Nicht nur ihr Handlungskonzept ist gründlich durchdacht, auch die Zeichnungen wirken klar und aufgeräumt.“ Laut AnimaniA sei die Serie trotz kindlich wirkenden Zeichnungen und Elementen von Shōjo und Comedy keine leichte Kost, sondern sei mit blutiger Action und „ernstem Story-Hintergrund“ eher etwas für ältere Leser: „Brutalität und Gewalt sind an der Tagesordnung“, „die gesellschaftskritischen Ansätze werden verwoben mit […] persönlichen Schicksalen“. Die Beziehung der Protagonisten entwickele eine interessante Dynamik und die Ereignisse würden durch „wohldosiert lustige Comedy- und Fantasy-Elemente“ aufgelockert. Auch in Dialogen, Erzählfluss und Design könne sie Serie überzeugen. In ihrer damaligen Arbeitsweise war ein Taschenbuch mit 180 Seiten innerhalb von sechs bis acht Monaten fertiggestellt.
Von 2013 bis 2015 erschien bei Carlsen ihre Serie Skull Party, für die Schober 2014 mit dem AnimaniA Award in der Kategorie „Bester Manga national“ ausgezeichnet wurde. In der erneut dystopischen Geschichte wurde die Erde überflutet und die überlebenden Menschen werden von der Regierung mittels Drogen kontrolliert. Student Emil lehnt sich gegen diese Ordnung auf und gerät in eine Verschwörung. Schober konnte, auch auf Anregung des Verlags, in Themen und Inszenierung erwachsener werden, auch eine relativ explizite Sex-Szene ist enthalten. Zugleich ist die Geschichte politischer, beschäftigt sich mit Umweltschutz, Depression und Drogen, wenn auch weiterhin die Unterhaltung im Vordergrund steht. So sollten auch die inzwischen älteren Leser der Szene oder Nicht-Manga-Leser angesprochen werden – sowie durch das Weglassen extrem typischer Manga-Merkmale wie Super-Deformed-Darstellungen und die erstmals westliche Leserichtung, die auch von Schober bevorzugt wird. Auch lehnt sie die teils verbreitete Trennung zwischen Manga und Comic oder zwischen deutschen und japanischen Manga ab. Als Leserin begeistert sie sich für alle Arten von Comics. Ihren Stil bezeichnet sie als hybriden Stil. Bei der Arbeit an Skull Party wurde fast alles von Skizzen bis Tuschezeichnungen traditionell auf Papier angefertigt. Nach dem Scannen wurden Schwarzflächen und Raster digital hinzugefügt. Zwei Assistenten waren für einige Arbeiten in Nebentätigkeit beteiligt.
Seit Abschluss von Skull Party veröffentlicht sie vor allem im Selbstverlag sowie auf Online-Plattformen unter dem Pseudonym MAUS!, insbesondere seit 2019 die Serie Black & Blue, ein Ableger zu Personal Paradise. Daneben gibt sie Zeichen-Workshops für Kinder und Jugendliche. 2016 wurden Arbeiten von Melanie Schober im Karikaturmuseum Krems sowie in der Ausstellung Spotlight: Manga – Neues aus der deutschsprachigen Szene beim Comic-Salon Erlangen gezeigt. 2024 war ihr Werk Gegenstand der Ausstellungen Manga in the making beim Nextcomic-Festival Linz und Hidden Gems – Indie-Manga abseits des Buchmarkts beim Comic-Salon Erlangen.

## Werke
- The Wall (2005 für den Wettbewerb Comic Campus)
- Drawn Life (2005 für den Wettbewerb der Koneko)
- Borderliner 2-0-0-1 (2006 für den Wettbewerb Manga Talente)
- Grimm(ig) (2006)
- Traumstrand-Strandtraum (Mare Zeitschrift, 2006)
- Raccoon (2007)
- How to draw the perfect Shôjo-Manga (2007)
- How to draw the perfect Shônen Manga (2008)
- Personal Paradise (7 Bände, 2008–2018)
- Pit Stop (2008)
- Meow Crunch (2013 für den Wettbewerb Manga Audition)
- Skull Party (4 Bände, 2013–2015)
- Shinkai Kisu: play with me in kinky waters (2016, unter anderen Mitwirkenden)
- Drawing Dilemmas (2018, Selbstverlag)
- Black & Blue (5 Bände, seit 2019, Selbstverlag)
- Orchid (2020, Selbstverlag)
- Sakura Dreams 2022: Buch- und Terminkalender (2021, als Illustratorin)
- Finsterwald (2022, Selbstverlag)